# Spec Ops: The Line
A Spec Ops: The Line egy külső nézetből irányítható videójáték, amelynek az egyjátékos részét a Yager Development, a többjátékos részét pedig a Darkside Game Studios fejlesztette és a 2K Games adta ki. A játékot Microsoft Windows operációs rendszerre, Playstation 3 és Xbox 360 konzolra adták ki. Észak-Amerikában 2012. június 26-án, Európában 2012. június 29-én adták ki.
A Spec Ops: The Line nem a régebbi játékoknak a folytatása. A játékban Martin Walker századost (szinkronhangja Nolan North az Uncharted sorozatból) és csapattársait, John Lugo őrmestert és Alfanso Adams hadnagyot, az amerikai különleges erők tagjait a homokvihar sújtotta Dubajba küldik felderítő küldetésre, hogy túlélők után keressenek.

## Játékmenet
A Spec Ops: The Line egy külső nézetből irányítható fedezékrendszerrel, és a csapatirányítás elemeit tartalmazza. A fegyverek és felszerelések a játék során válnak elérhetővé. Ezek magukban foglalják a gépkarabélyokat, a géppisztolyokat, a sörétes puskákat, a pisztolyokat, mesterlövész puskákat, géppuskákat és egyéb nehézfegyvereket. Néhány fegyver rendelkezik másodlagos tüzelési móddal, mint például a hangtompító, távcső használata vagy a gránátvető. Megtalálhatók a különböző gránátok, a kézigránát a fénygránát és a tapadós gránát. A játékos csapatirányítással rendelkezik, ami tartalmazza a csapattárs felsegítését vagy egy bizonyos célpont kiiktatását. A játék egyes csatáiban a homok taktikai előnyhöz juttathatja a játékost (az üveg mögött lévő homok az ellenfelek nyakába önthető, ezzel elkábítva/megölve őket az üveg kilövésével).
A játékban megtalálható a többjátékos mód, ami 6 különböző játékmódot, 7 pályát, felszerelésválasztást és eredménytáblát tartalmaz. A fejlesztő Yager Development úgy írja le, mint egy kampányt, amely teljessé teszi az egyjátékos mód tapasztalatait.

## Történet

### Előzmények
6 hónappal a játék története előtt a világ legnagyobb homokvihara sújtott le az Egyesült Arab Emírségekben, szinte teljesen elpusztítva Dubaj városát. Dubaj politikusai és gazdag emberei eleinte alábecsülték a helyzetet, majd titokban evakuáltak, számtalan Emírségek-belit és külföldi dolgozót hátrahagyva. John Konrad ezredes, aki poszttraumatikus stressz szindrómában szenved, épp Afganisztánból tér vissza az Amerikai Hadsereg 33. gyalogsági zászlóaljával más néven az "Eltkozott 33-okkal", amikor Dubajt eléri a homokvihar. Konrad önként ajánlkozott, hogy a 33-sokkal, túlélők után kutassanak és segítsék őket, de amikor kérését dezertált, hogy a parancs ellenére is segítséget nyújtson. Ahogy a vihar egyre fokozódik, Dubait egy mérföldes viharfal körülveszi, ami megszakítja a falon kívüliekkel való kommunikációt és a repülőgépek küldésének lehetőségét, kivéve a legerősebb rádiósugárzást. A 33-asok jelentették, hogy a 128 km/h-s szelek közepette zavargások törtek ki, és fogytán vannak az erőforrásaik. A kapcsolat a 33-okkal megszűnt, amikor egy karavánt akartak kivezetni a viharfalon falon kívülre. De a karaván soha nem érkezett meg, ezért az Egyesült Arab Emírségek Dubajt senkiföldjének nyilvánította. A 33-asokat árulóknak kiáltották ki, és nem jött több hír a városból.
Két héttel a játék története előtt egy rádióüzenet áthatolt a falon. Az üzenet így hangzott: '“This is Colonel John Konrad, United States Army. Attempted evacuation of Dubai ended in complete failure. Death toll: too many.”' (magyar nyelvre lefordítva: 'Itt John Konrad ezredes, az Amerikai Egyesült Államok hadseregének tisztje. A Dubaj evakuálására tett kísérlet teljes kudarccal végződött. Halálos áldozatok száma: túl sok."'
Az Amerikai Egyesült Államok hadereje úgy dönt, hogy titokban elküldik a Különleges Erők (Delta Force) három tagú egységét. A csapat Martin Walker százados (szinkronhangja Nolan North), John Lugo őrmester (szinkronhangja Omid Abtahi) és Alfanso Adams hadnagyból (szinkronhangja Christopher Reid) áll. Nekik kell bevonulniuk Dubajba, hogy helyzetjelentést adjanak az esetleges túlélőkről, majd nyomban evakuáljanak.
A játék az események közepébe vágva kezdődik, amint Walker, Adams és Lugo egy helikopteren ül, amit Adams vezet a félig eltemetett Dubai felett, miközben ellenséges helikopterek üldözik őket. Walker megpróbálja a helikopterre szerelt M61 Vulcan géppuskával lelőni őket, azonban egy homokvihar miatt lezuhannak a sivatagban.
Ezután a történet elejére ugrik vissza a játék, ahogy Walker, Adams és Lugo a viharfalon keresztül megközelítik Dubajt gyalog. Miközben Dubaj felé sétáltak, egy csapat felfegyverzett túlélővel találkoznak, akik a 33-asok egyik osztagával vívnak tűzpárbajt. Tüzet nyitnak Walkerre és csapatára, mivel őket is a zászlóalj tagjainak hiszik. Walker elhatározza, hogy követi az ellenséges lázadókat, és kideríti, hogy mi történt a városban. Miközben Walker, Adams és Lugo haladnak a városban, rejtélyes rádióadásokra lesznek figyelmesek, amit egy Rádiópatkány (Radioman) nevű rádiós közvetít, aki a 33-sokhoz csatolt haditudósító volt Afganisztánban, most pedig a helyi DJ, és a nevükben beszél.
Ahogy a történet folytatódik, Walker rájön, hogy mi is történt valójában az elmúlt hónapokban. A 33-asok megszálló erőként tértek vissza Dubaiba. Ezt megtudva a 33-asok vezérkara tiltakozásként puccsot kisérelt meg Konrad ellen, amit ő azonban vérbe fojt. Eközben a CIA a lázadókat Konrad és a 33-asok ellen szervezte. Konrad azonban még Kabulban megmentette Walker életét, így a kapitány feltétlenül bízik feljebbvalójában.
A csapat megpróbál békésen közbelépni, amikor beleütköznek egy csapat túlélőbe. akiket a felkelő 33-asok körbevettek. Azonban a katonák a CIA embereinek nézik Walkert és csapatát, és tűzharcba keverednek, ami arra kényszeríti Walkeréket, hogy megöljék amerikai társaikat. Eközben a 33-asok visszavonulnak sok civil túlélővel. Walker továbbra is reméli, hogy kimenekítheti a túlélőket és megmenekítheti Konradot. A csapat megtudja, hogy egy CIA-ügynököt, Danielst elkapták a 33-asok, és kihallgatják. Ahogy a csapat megérkezik, hogy megmentse, kiderül, hogy Daniels halott, és ez csak csapda volt Gould ügynöknek, a CIA ugyancsak itt feladatot teljesítő emberének. A 33-asok megtámadják a csapatot, Gould megérkezik egy csapat lázadóval, hogy segítsen Walkeréknek elmenekülni. Gouldot elkapják és megölik, de megtudja, hogy több információt tudhatnak meg arról a helyről, amit úgy hívnak, a Kapu (The Gate). A Kapuhoz érve, amit a 33-asok nagy erőkkel védenek, Lugo tanácsait semmibe véve, a csapat egy aknavetőt talál, ami fehérfoszforral van megtöltve. Ezzel támadják meg a 33-asokat. Miután a foszfor használatával megsemmiaítik az útjukban álló csapatot, megkisérelnek tovább haladni, azonban ekkor derül ki számukra hogy nem csak a katonák hanem nagyszémú civil is a csapás áldozatává vált, akiket a 33-sok éppen biztonságba próbáltak menekíteni.
Ezután a csapat rátalál Konrad kivégzett vezérkarának maradványaira.